# Hatt m/1859

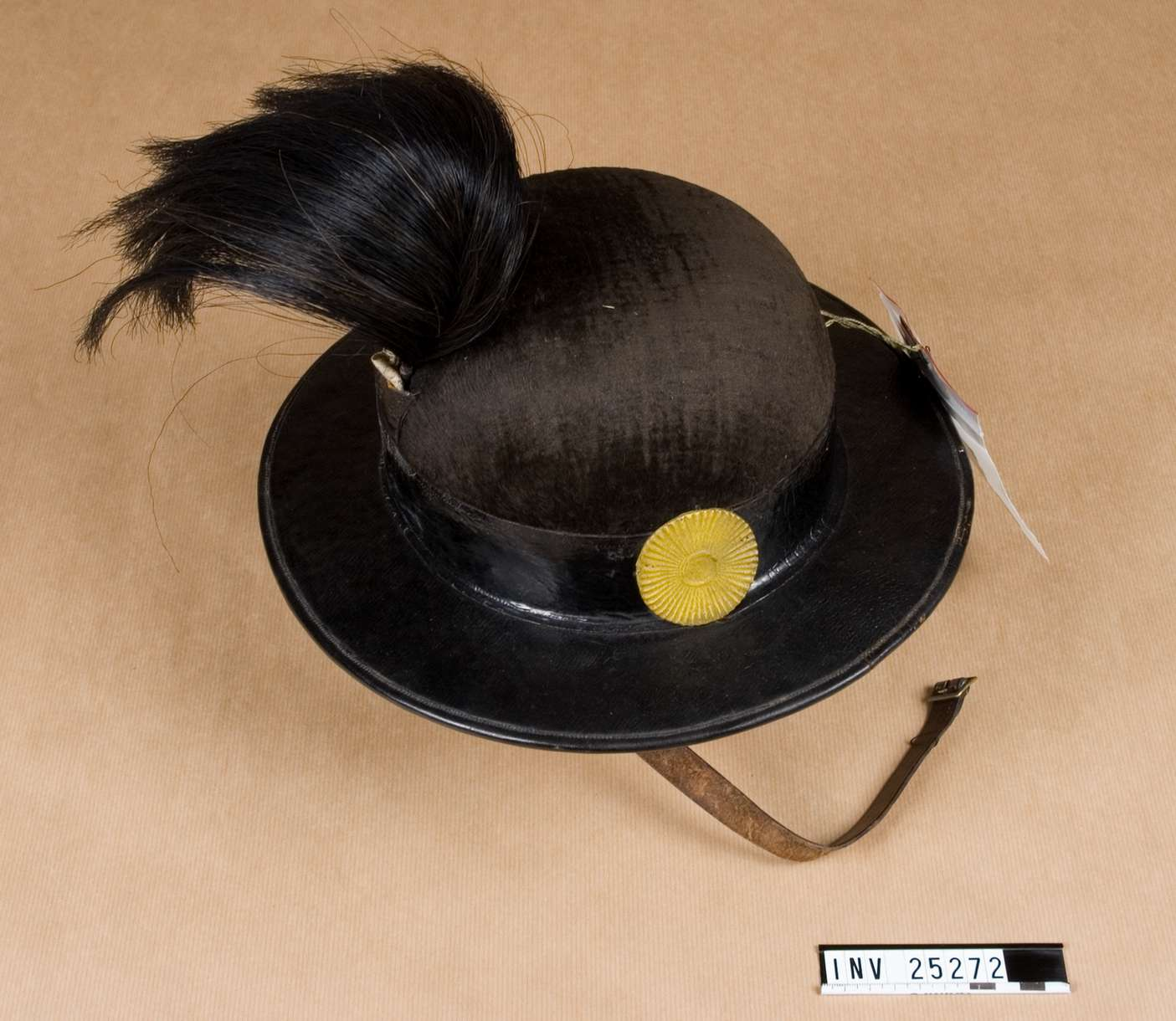
Hatt m/1859 för manskap vid Värmlands fältjägarkår.

Hatt m/1859 är en huvudbonad som har använts av försvarsmakten (dåvarande krigsmakten).

## Utseende
Hatten är inspirerad av de hattar som den italienska kåren Bersaglieri använder och den består av en svart rundkullig hatt i kläde och som liknar ett plommonstop, hattband med en kokard samt en svart plym av tuppfjädrar eller hästtagel.

## Användning
Hatten användes endast av Värmlands fältjägarkår (I 26).

## Fotografier

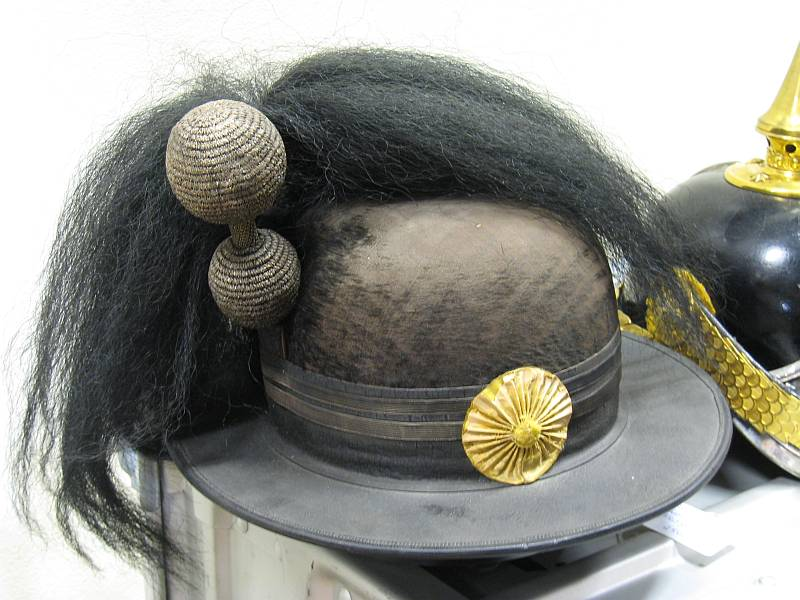
Hatt m/1859 för löjtnant vid Värmlands fältjägarkår.
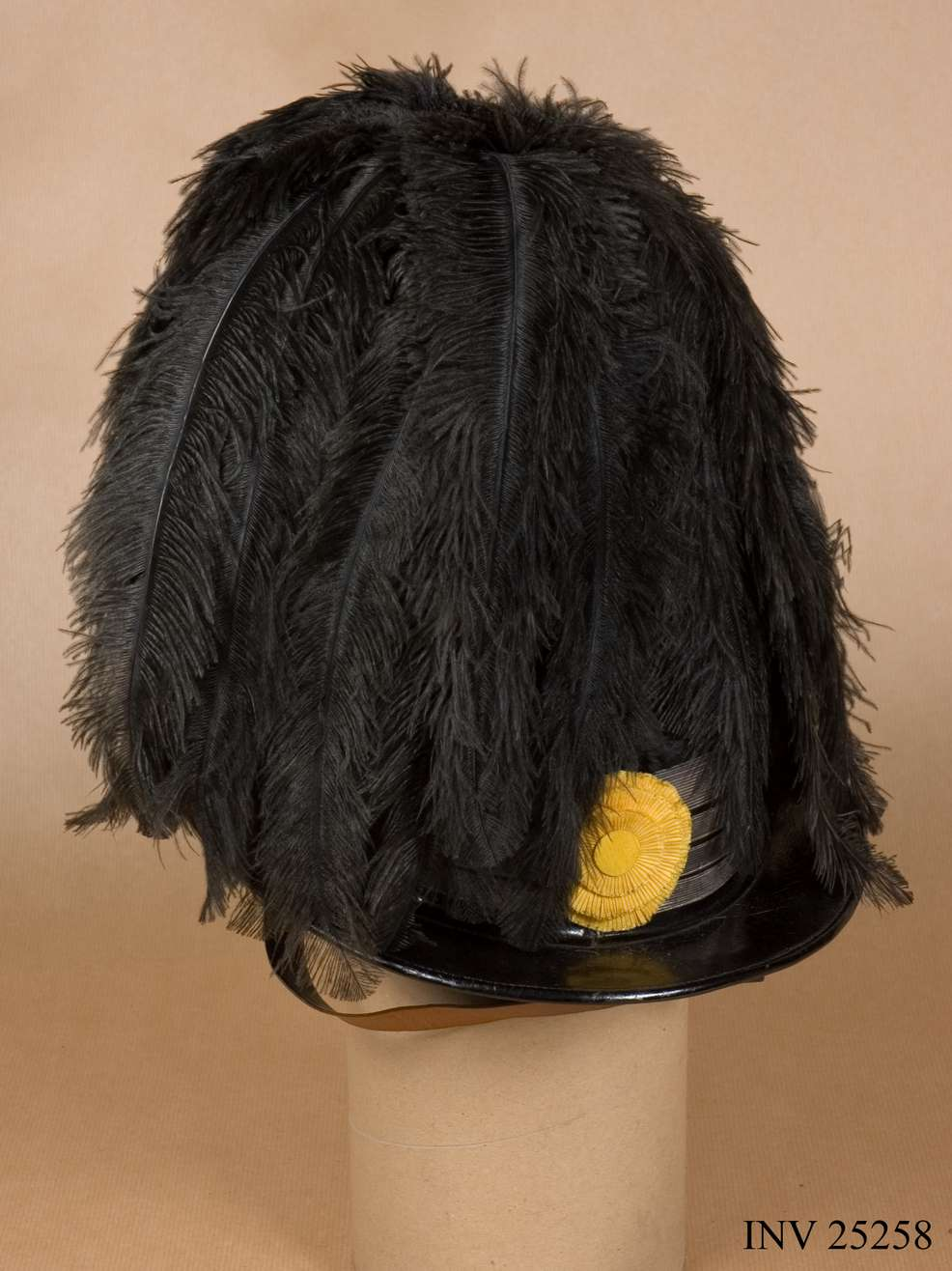
Hatt m/1859 för överste vid Värmlands fältjägarkår.